# Marco Carnesecchi
Marco Carnesecchi (* 1. Juli 2000 in Rimini) ist ein italienischer Fußballspieler. Der Torwart steht aktuell bei Atalanta Bergamo unter Vertrag.

## Karriere

### In den Vereinsmannschaften
Carnesecchi wechselte 2014 von Sant’Ermete, einem Provinzklub in der Nähe seiner Geburtsstadt Rimini, in die Jugend der nahegelegenen AC Cesena. Im Januar 2017 verpflichtete Atalanta Bergamo den damals 16-jährigen Carnesecchi, der bis zum Sommer 2017 in Cesena blieb. Die beiden folgenden Jahre lief er für Atalanta auf und konnte mit der A-Jugend 2019 die Primavera gewinnen.
Kurz darauf wurde Carnesecchi in den Herrenbereich überführt und zur Spielzeit 2019/20 an Trapani Calcio verliehen. Er wurde in der Serie B auf Anhieb Stammtorwart und absolvierte die überwiegende Anzahl der Partien. Trapani stieg jedoch – unter anderem aufgrund eines Punktabzuges – zum Saisonende ab und Carnesecchi kehrte zunächst zu Atalanta zurück. Er wurde zur Spielzeit 2020/21 in die Serie-A-Mannschaft aufgenommen und stand in drei Partien als Ersatztorwart im Kader. Im Januar 2021 wurde Carnesecchi für eineinhalb Jahre an die US Cremonese verliehen. Auch bei Cremonese konnte er sich auf Anhieb als Stammkraft etablieren und absolvierte beinahe alle Partien. Am Ende der Spielzeit 2021/22 stand für Cremonese der Aufstieg in die Serie A zu Buche. Carnesecchi kehrte daraufhin wieder zu Atalanta zurück, wurde am 31. August 2022 allerdings erneut an Cremonese verliehen. Auch in der Spielzeit 2022/23 absolvierte Carnesecchi die Mehrzahl der Partien für Cremonese, das jedoch direkt wieder in die Serie B absteigen musste.
Nach Ablauf der Leihe und seiner erneuten Rückkehr zu Atalanta im Sommer 2023 musste sich Carnesecchi zu Beginn der Spielzeit 2023/24 zunächst hinter seinem Konkurrenten Juan Musso anstellen. Nach einiger Rotation zwischen ihm und Musso eroberte sich Carnesecchi im Dezember 2023 den Stammplatz im Tor Atalantas.

### In der Nationalmannschaft
Carnesecchi durchlief ab der U17-Auswahl alle Juniorennationalmannschaften. Er nahm infolgedessen an der U17-EM 2017, der U19-EM 2019, der U20-WM 2019, der U21-EM 2021 sowie der U21-EM 2023 teil.
Im März 2023 wurde Carnesecchi von Roberto Mancini erstmals für die Italienische Fußballnationalmannschaft nominiert. Bisher hat er noch keine Partie für die Squadra Azzurra absolviert.

## Erfolge und Auszeichnungen
- Mannschaft des Turniers der U21-EM: 2021[2]
- Aufstieg in die Serie A: 2021/22
- Europa-League-Sieger: 2024